# Čo Sung-hui
Čo Sung-hui, korejsky 조승희 (18. ledna 1984 – 16. dubna 2007) byl střelec, který při masakru na Virginia Tech zavraždil 32 lidí a dalších 29 zranil. Po masakru spáchal sebevraždu. Na dotyčné škole studoval angličtinu a anglickou literaturu, pocházel z Jižní Koreje. Přesný motiv jeho činu zůstává neznámý, nicméně vrah před svým činem poslal do televize videonahrávku, v níž jako motiv svého činu uvádí stav americké společnosti – vrahovo vysvětlení je však krajně nesouvislé a žádné konkrétní příčiny neuvádí. Čo Sung-hui údajně trpěl poruchou osobnosti, delší dobu měl psychické problémy a projevoval sklony k agresivitě. Psychiatři u něj zjistili elektivní mutismus, kvůli kterému se stával terčem šikany.